# Erylus gilchristi
Erylus gilchristi is een sponzensoort uit de familie Geodiidae in de klasse gewone sponzen (Demospongiae).
De wetenschappelijke naam van de soort werd in 1926 gepubliceerd door Burton.